# Панисламизам
| 0%-1% 1%-5% 5%-25% 25%-50% | 50%-75% 75%-90% 90%-100% |

Панисламизам (арап. اتّحاد الاسلام-) је исламски религијски, идеолошки и политички покрет који има за циљ уједињење муслимана у заједничку исламску државу — често називану Халифат. Основа панисламистичке идеологије је ислам. Панисламизам као исламски идеолошко-политички покрет заговара уједињење свих муслимана, без обзира на националност и културу, у заједничку исламску државу у којој би врховни закон био шеријат, тумачење Курана, а основна култура би била исламска култура.

## Панисламистичка идеологија
Као облик религијске, односно исламске политичке идеологије, која је по карактеру наднационална, панисламизам се разликује од националистичких идеологија. Панисламизам се разликује и од паннационалистичких идеологија по томе што у свом учењу на прво мјесто ставља ислам као основу свега. У Пан-Арабизму, арапска култура, арапски језик и етничка припадност су примарни фактор уједињења, док се у панисламизму на прво мјесто ставља ислам. У панисламизму ислам представља нацију, културу и идеологију.

### Исламска декларација
У данашњим приликама ова тежња (тежња за окупљање свих муслимана и свих мусиманских заједница) значи борбу за стварање велике исламске федерације од Марока до Индонезије, од тропске Африке до централне Азије.

Алија Изетбеговић, Исламска декларација
Као најпознатији представник паниспамиста удружених у организацију Млади муслимани, Алија Изетбеговић је концепт паниспамизма сабрао у свом дјелу Исламска декларација. Алија Изетбеговић у Исламској декларацији панисламизам назива главним циљем муслимана и муслиманских заједница.
У муслиманском свијету без ислама нема ни патриотизма. Ислам садржи принцип умета, тј. тежњу за уједињењем свих Муслимана у јединствену заједницу — вјерску, културну и политичку.— Алија Изетбеговић, Исламска декларација

### Муџахедини
Концепт муџахедина као добровољних исламских бораца се заснива на идеологији панисламизма. Муџахедини долазе из свих крајева свијета да би учествовали у конфликтима у којима учествују други муслимани, а на основу увјерења да су други муслимани њихови сународници у исламу. И у овоме случају ислам представља основну идеју њиховог дјеловања на међународној сцени.

## Историја
Панисламистичка идеологија заговара повратак стања које је владало у вријеме настанка ислама, у вријеме владавине Мухамеда и његовог Халифата, када је по исламском вјеровању исламски свијет био уједињен у једну државу и неискварен.
О идеји панисламистичке идеологије су први пут дискутовали османски исламски теолози 1860. године. Главни заступник ове идеје је био ал-дин ел Авгани. Идеје су биле политички подржаване од стране Султана Абд ик-Хамида II, који је панисламизам подигао на ниво државне доктрине Османског царства. На овај начин покушао је да блокира националне тенденције народа у Османском царству.
Османлије су безуспешно покушале у Првом светском рату да инструментализују идеју панисламизма подржавањем Централних сила. Након Првог светског рата идеје панисламизма су биле поражене поготову након 1924. године када је уништен Халифат у Турској.
У периоду између Првог и Другог светског рата, у исламским земљама долази до пораста арабијске и других националних идеологија, што доводи до смањења популарности панисламизма. Носиоци идеја панисламизма су се овоме одупирали на конференцијама 1924, 1926, 1931 и 1935. године.
У Другом свјетском рату идеју панисламизма је заступао Јерусалимски муфтија хаџи Мухамед Амин ел Хусеини, који је уз одобрење Хитлера основао СС Ханџар дивизију.
Након Другог светског рата панисламистичка идеологија је поново оживљена, поготову од стране Саудијске Арабије. У ове сврхе је 1962. године основана Лига исламског света и Организација Исламске конференције 1969. године.
У Југославији су представници панисламистичког покрета били организовани у организацију Млади муслимани, чији је најпознатији члан био Алија Изетбеговић. Основа њихове панисламистичке идеологије је представљена у дјелу Исламска декларација.